# الوجرة (كحلان عفار)

تعديل مصدري - تعديل

الوجرة هي إحدى قرى عزلة بنى موهب بمديرية كحلان عفار التابعة لمحافظة حجة، بلغ تعداد سكانها 254 نسمة حسب تعداد اليمن لعام 2004.